# Sabata
Sabata ist der Held der Italo-Western des Regisseurs Gianfranco Parolini.

## Allgemeines
Sabata trat in nur drei Filmen auf und zählt mit seiner komödiantischen, verschmitzten Art zu den späteren Helden des Genres. Er steht charakterlich dem klassischen Helden näher und handelt gerne in einer kleinen Gruppe. Berühmt ist Sabata für seine ausgefallenen Waffen, mit denen er unter Umständen auch einmal um die Ecke schießt.

## Filme & Darsteller
- Sabata (1969, Sabata: Lee Van Cleef)
- Adios, Sabata (1970, Sabata: Yul Brynner)
- Sabata kehrt zurück (1971, Sabata: Lee Van Cleef)

## Kopien
Wirtschaftlich erfolgreiche Formate, und damit auch Sabata, wurden von der italienischen Filmindustrie meist adaptiert und unabhängig von den Originalfilmen, -ideen und -beteiligten weiterentwickelt.
- 1970: Wanted Sabata
- 1970: Arriva Sabata!
- 1971: Abre tu fosa amigo… llega Sabata
- 1972: Attento gringo… è tornato Sabata!

Ebenfalls versuchte die deutsche Synchronisation durch Umbenennung von Rollen am Erfolg teilzuhaben:
- 1970: Django und Sabata – Wie blutige Geier (Im Original hieß die Sabatarolle Sabbath)